# Casa do Trem Bélico
A Casa do Trem Bélico localiza-se na Rua Tiro Onze, no centro da cidade de Santos, no litoral do estado de São Paulo, no Brasil. Exemplar da arquitetura militar colonial setecentista, é uma das poucas edificações do tipo existentes no país e o mais antigo prédio público da cidade. O nome decorre do sentido popular da palavra "trem", que significa "diversos materiais".

## História
No século XVIII, a vila de Santos e povoados próximos eram protegidos por um amplo sistema de fortificações que incluía o Forte de São Luis, o Forte de Itapema, o Forte de Santo Amaro, o Forte do Monte Serrat, a Bateria da Praia do Góis e o Forte Augusto. Nesse contexto foi construída a Casa do Trem Bélico de Santos, com o objetivo de prover os "trens bélicos", ou seja, as munições e armas necessárias para a atividade dos fortes. O projeto foi de autoria do engenheiro brigadeiro José da Silva Pais, como relatava o governador José Rodrigues de Oliveira em 1738.

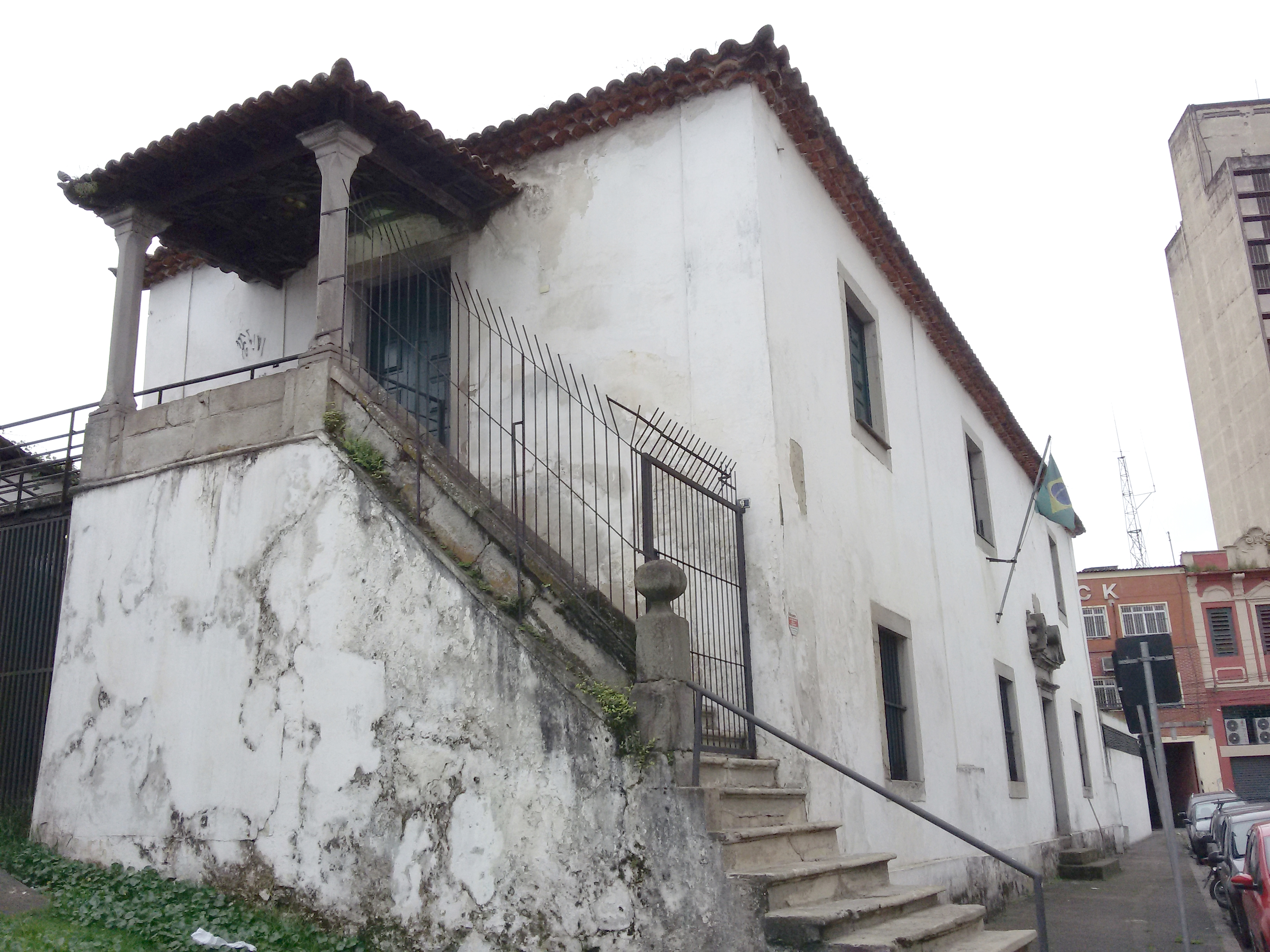
Escadaria lateral de entrada da Casa

Segundo documentos da época, o edifício teria sido construído entre 1734 e 1738. É possível, porém, que nessa época a casa tenha sido alvo de uma reforma, e que o edifício original tenha sido construído antes, entre 1640 e 1656. O edifício tem dois andares: no piso térreo há três grandes salões, enquanto que o piso superior é dividido em duas salas. Os materiais de construção das paredes são a pedra, o óleo de baleia e a cal. A entrada principal é feita por um portal de feição tardo-maneirista, que já teve marcada a data de 1734. O portal também exibiu um brasão imperial, arrancado por populares aquando da Proclamação da República.
O imóvel recebeu, em 1908, o chamado "Tiro de Guerra nº 11", onde ficou até 1945. As suas dependências funcionaram posteriormente como escola, seção de alistamento eleitoral, Serviço de Subsistência do Exército e Centro da Juventude. Foi tombada em 1937 e entregada ao Instituto do Patrimônio Histórico e Artístico Nacional (IPHAN) em 1965. Foi restaurada em 1977 pelo CONDEPHAAT.
Sofreu nova campanha de intervenção em 2009, sendo completamente restaurada e modernizada, passando a abrigar uma exposição permanente de armaria e servindo como sede para o Circuito Turístico dos Fortes, uma parceria entre a Prefeitura e a UNISANTOS. No pavimento térreo os visitantes encontram uma "Linha de Tempo" acerca da conquista e povoamento de Santos, e no pavimento superior, armas, equipamentos e diversos itens representativos do "Trem Bélico".